# 赫伯特街
赫伯特街（德語：Herbertstraße），旧称海因里希街（Heinrichstraße），是位于德国汉堡圣保利区绳索大街附近的一条小街。这条街道以其红灯区而闻名，有250名左右的妓女在此迎客。

## 历史
赫伯特街曾是汉堡唯一允许合法卖淫的地方。不过今天汉堡市内的合法卖淫地点已经扩大，包括赫伯特街与周围街区以及市内其他的指示地点。1970年代起，警方在赫伯特街入口竖立指示牌，禁止未成年男性及所有女性入内。